# Râul Săratu
Râul Săratu este un curs de apă, afluent al râului Homorodul Vechi.

## Hărți
- Harta județului Satu Mare